# Digital Power
(Intelligent) Digital Power ist ein Schlagwort in der Elektrotechnik für digital geregelte, gesteuerte oder überwachte Netzteile. Bei herkömmlichen Schaltnetzteilen wird die Regelung und Überwachung der Ausgangsspannung(en) von einer Analogschaltung übernommen. Bei Digital-Power-Netzteilen wird eine oder mehrere dieser Funktionen von einem Mikrocontroller oder DSP übernommen. 

## Digitale Regelschleife (Power-Control)
Die Spannungen und evtl. Ströme werden mit einem schnellen Analog-Digital-Konverter (ADC) digitalisiert und mit einem DSP oder schnellen Mikrocontroller verarbeitet, bevor ein oder mehrere PWM-Signale für die Transistoren ausgegeben werden können. Die Regelung und Rückkopplung ist durch Software abgebildet und wird als Firmware in den Controller geladen. Innerhalb einer Schaltperiode des Schaltwandlers muss die Analog-Digital-Wandlung, Berechnung und Ausgabe erfolgen; daher ist harte Echtzeit und ein relativ hoch taktender Prozessor nötig. Solch ein Prozessor verbraucht dementsprechend Strom, der vor allem bei Kleinleistungsnetzteilen ins Gewicht fallen kann.
Funktionen wie eine Überstromabschaltung müssen im Bereich einer Mikrosekunde ansprechen und daher analog realisiert werden; ebenso gibt es weiterhin analoge Schaltungsteile, selten für die PWM-Erzeugung, oft für die Kompensation bestimmter Frequenzen.
Der Entwicklungs- und Bauteilaufwand ist im Vergleich zu einem analogen Netzteil höher, was sich in den Kosten widerspiegelt. Dies ist oft nur bei speziellen Netzteilen mit mehreren Ausgangsspannungen und Sonderfunktionen wie Hot-Swap nötig.
Vorteil von Digital Power
Der Vorteil von digital geregelten Schaltnetzteilen gegenüber analog geregelten Netzteilen ist die Möglichkeit, zu jeder Zeit in den Regelprozess eingreifen zu können und zwischen verschiedenen Zuständen umzuschalten, um ihn an die momentanen Anforderungen des Netzteils anzupassen. Damit lässt sich der Wirkungsgrad des digitalen Netzteils im Vergleich zu einem analogen steigern:
- In Software kann der Regelprozess als mathematische Beschreibung bzw. Algorithmus abgebildet werden, was in der Analogtechnik mit höherem Aufwand verbunden wäre.
- Ein analoger Regler definiert nur einen Satz an Regelungsparametern, digitale halten mehrere Sätze an Parametern in Abhängigkeit von Aus- und Eingangsspannung und Strömen bereit. (er)
- Die Totzeit für eine Halbbrücke aus oberen und unteren MOSFETs stellt sicher, dass niemals beide gleichzeitig eingeschaltet sind. Diese lässt sich dynamisch anpassen und muss nicht wie beim analogen Regler für den schlechtest möglichen Fall ausgelegt sein.
- Damit der Regler stabil läuft, muss die Regelung bedämpft werden. Die Kompensation lässt sich beim digitalen Regler einstellen, wodurch die Regelgeschwindigkeit in gewissen Grenzen langsam oder schnell eingestellt werden kann.
- Die Umschaltung zwischen lückendem und nichtlückendem Betrieb eines Schaltwandlers lässt sich mit verschiedenen Regelungsparametern einfacher erfüllen.

## Power-Management
Beim Power-Management wird nur die Kommunikation außerhalb der Regelschleife des Schaltwandlers über einen Mikrocontroller abgewickelt. Daher ist keine harte Echtzeit nötig und die Vorgänge sind deutlich langsamer als die Schaltfrequenz. Der Management-IC nimmt Befehle, meist über einen Bus, entgegen und kann z. B. die Ausgangsspannungen in der korrekten Reihenfolge einschalten, in der Höhe einstellen und die Überwachung von Spannungen, Temperatur und Lüfter übernehmen. Solche digitalen Netzteile lassen sich gut in IoT- und Industrie-4.0-Systeme integrieren.